# Giải thưởng thường niên TVB cho Phim hay nhất
Giải thưởng thường niên TVB cho Phim hay nhất (tiếng Anh: TVB Anniversary Award for Best Drama) là một trong những giải thưởng của Giải thưởng thường niên TVB được tổ chức hàng năm bởi TVB. Đây là một trong những giải thưởng quan trọng nhất.
Sau đây là danh sách top 5 (hoặc top 3 tùy theo năm) phim được đề cử tính từ năm 1997, với phim đoạt giải được liệt kê đầu tiên.

## 1990s
| Tên phim                                                      | Đạo diễn        |           |
| Diễn viên                                                     | Diễn viên       | Diễn viên |
| ------------------------------------------------------------- | --------------- | --------- |
| Huynh đệ song hành Old Time Buddy                             | Chung Chú Giai  |           |
| Ngô Trấn Vũ, La Gia Lương, Tuyên Huyên, Trương Khả Di         |                 |           |
| Hồ sơ trinh sát 3 Detective Investigation Files III           | Phan Gia Đức    |           |
| Đào Đại Vũ, Quách Khả Doanh, Trần Pháp Dung, Lương Vinh Trung |                 |           |
| Tây Du Ký Journey to the West (1996)                          | Lưu Sĩ Dụ       |           |
| Trương Vệ Kiện, Giang Hoa, Lê Diệu Tường, Mạch Trường Thanh   |                 |           |
| Đại náo quảng xương long Time Before Time                     | Dương Cẩm Tuyền |           |
| Châu Hải My, Lâm Gia Đống                                     |                 |           |
| Nghĩa nặng tình thâm A Kindred Spirit                         | Từ Ngộ An       |           |
| Lý Tư Kỳ, Lưu Đan, Tiết Gia Yến, Quan Hải San                 |                 |           |

| Tên phim | Đạo diễn          |           |
| Diễn viên | Diễn viên         | Diễn viên |
| --- | ----------------- | --------- |
| Bàn tay nhân ái Healing Hands | Đặng Đặc Hi       |           |
| Lawrence Ng Kai-wah, Lâm Bảo Di, Thái Thiếu Phân, Trần Tuệ San, Tô Vĩnh Khang, Mã Tuấn Vỹ, Trương Gia Huy                          |                   |           |
| Thiên địa hào tình Secret of the Heart                                                                                             | Thích Kỳ Nghĩa    |           |
| La Gia Lương, Trần Cẩm Hồng, Huỳnh Nhật Hoa, Châu Hải My, Quách Ái Minh, Thái Thiếu Phân, Tuyên Huyên, Trương Gia Huy, Ngô Mỹ Hành |                   |           |
| Lực lượng phản ứng Armed Reaction                                                                                                  | Quảng Nghiệp Sanh |           |
| Quan Vịnh Hà, Đằng Lệ Danh, Âu Dương Chấn Hoa, Ngụy Tuấn Kiệt                                                                      |                   |           |
| Người hùng đảo bình châu Rural Hero                                                                                                | Phan Gia Đức      |           |
| Jackie Lui, Quách Tấn An, Tuyên Huyên                                                                                              |                   |           |
| Mỹ vị thiên vương A Recipe for the Heart                                                                                           | Lương Gia Thụ     |           |
| Âu Dương Chấn Hoa, Quan Vịnh Hà, Thẩm Điện Hà, Paul Chun, Cổ Thiên Lạc, Tuyên Huyên, Trương Khả Di                                 |                   |           |

## 2000s
| Tên phim                                                          | Đạo diễn        |           |
| Diễn viên                                                         | Diễn viên       | Diễn viên |
| ----------------------------------------------------------------- | --------------- | --------- |
| Mẹ chồng khó tính Wars of In-Laws                                 | Quan Vĩnh Trung |           |
| Uông Minh Thuyên, Hồ Hạnh Nhi, Hoàng Tông Trạch                   |                 |           |
| Gia đình Tôi My Family                                            | Vương Tâm Úy    |           |
| Chung Cảnh Huy, Hạ Vũ, Lưu Khải Uy, Phương Trung Tín, Dương Tư Kỳ |                 |           |
| Chuyện về chàng Vượng Life Made Simple                            | Hoàng Vĩ Thanh  |           |
| Quách Tấn An, Tuyên Huyên                                         |                 |           |

| Tên phim                                                                             | Đạo diễn       |           |
| Diễn viên                                                                            | Diễn viên      | Diễn viên |
| ------------------------------------------------------------------------------------ | -------------- | --------- |
| Đáng mặt nữ nhi La Femme Desperado                                                   | Phan Gia Đức   |           |
| Ngô Mỹ Hành, Đặng Tụy Văn, Lâm Phong, Tạ Thiên Hoa, Mã Quốc Minh, Từ Tử San          |                |           |
| Bão cát The Dance of Passion                                                         | Thích Kỳ Nghĩa |           |
| Lâm Bảo Di, Trần Hào, Thái Thiếu Phân, Lê Tư, Xa Thi Mạn, Thiệu Mỹ Kỳ, Hoàng Đức Bân |                |           |
| Phụng hoàng lầu Maidens' Vow                                                         | Trang Vĩ Kiến  |           |
| Xa Thi Mạn, Joe Ma                                                                   |                |           |

| Tên phim                                                                                                   | Đạo diễn       |           |
| Diễn viên                                                                                                  | Diễn viên      | Diễn viên |
| --- | -------------- | --------- |
| Sóng gió gia tộc Heart of Greed                                                                            | Lưu Gia Hào    |           |
| Lý Tư Kỳ, Hạ Vũ, Trần Hào, Hoàng Tông Trạch, Quan Cúc Anh, Mễ Tuyết, Chung Gia Hân, Dương Di, Mông Gia Tuệ |                |           |
| Sòng bạc phong vân Dicey Business                                                                          | Trương Can Văn |           |
| Âu Dương Chấn Hoa, Miêu Kiều Vỹ, Tuyên Huyên, Hoàng Tông Trạch, Dương Di                                   |                |           |
| Thử thách hôn nhân The Family Link                                                                         | Lâm Chí Hoa    |           |
| Đặng Tụy Văn, Diệp Đồng, Thương Thiên Nga                                                                  |                |           |

| Tên phim | Đạo diễn                                                  |
| Diễn viên | Diễn viên                                                 |
| --- | --------------------------------------------------------- |
| Sức mạnh tình thân Moonlight Resonance | Lưu Gia Hào                                               |
| Lý Tư Kỳ, Hạ Vũ, Quan Cúc Anh, Mễ Tuyết, Trần Hào, Lâm Phong, Hoàng Tông Trạch, Dương Di, Chung Gia Hân, Trần Pháp Lạp, Từ Tử San, Lê Diệu Tường |                                                           |
| Quan Hệ Đồng Nghiệp | Catherine Tsang, Lo Jan-ok (Tăng Lệ Trân), (La Trấn Nhạc) |
| Quan Vịnh Hà, Giang Hân Yến, Kim Yến Linh |                                                           |
| Đội điều tra đặc biệt D.I.E. | Trương Can Văn                                            |
| Quách Tấn An, Quách Thiện Ni, Mã Quốc Minh, Margie Tsang                                                                                         |                                                           |

| Tên phim | Đạo diễn       |           |
| Diễn viên | Diễn viên      | Diễn viên |
| --- | -------------- | --------- |
| Xứng danh tài nữ Rosy Business                                                                                           | Lý Thiêm Thắng |           |
| Đặng Tụy Văn, Lê Diệu Tường, Nhạc Hoa (diễn viên), Tuyết Tâm, Ngô Trác Hy, Thương Thiên Nga, Huệ Anh Hồng, Ngao Gia Niên |                |           |
| Học cảnh truy kích E.U.                                                                                                  | Hoàng Vĩ Thanh |           |
| Miêu Kiều Vỹ, Châu Hải My, Ngô Trác Hy, Trần Kiện Phong, Tạ Thiên Hoa, Giang Nhược Lâm                                   |                |           |
| Anh hùng trong biển lửa 3 Burning Flame III                                                                              | Vương Tâm Úy   |           |
| Trịnh Gia Dĩnh, Vương Hy, Hoàng Tông Trạch, Hồ Hạnh Nhi                                                                  |                |           |
| Kẻ đánh thuê You're Hired                                                                                                | Trương Can Văn |           |
| Hoàng Tử Hoa, Xa Thi Mạn                                                                                                 |                |           |
| Cung tâm kế Beyond the Realm of Conscience                                                                               | Mai Tiểu Thanh |           |
| Xa Thi Mạn, Dương Di, Trần Hào, Trịnh Gia Dĩnh, Mễ Tuyết, Quan Cúc Anh                                                   |                |           |

## 2010s
| Tên phim | Đạo diễn       |
| Diễn viên | Diễn viên      |
| --- | -------------- |
| Công chúa giá đáo Can't Buy Me Love | Mai Tiểu Thanh |
| Xa Thi Mạn, Trần Hào, Quan Cúc Anh, Chung Gia Hân, Hoàng Hạo Nhiên, Mã Quốc Minh, Trần Pháp Lạp, Lý Hương Cầm, Nguyễn Triệu Tường, Lý Thi |                |
| Hổ phụ sinh hổ tử A Chip Off the Old Block                                                                                                | Phan Gia Đức   |
| Trần Cẩm Hồng, Ngô Trác Hy, Hồ Hạnh Nhi, Dương Tư Kỳ, Khương Đại Vệ, Gigi Wong                                                            |                |
| Vụ án bí ẩn The Mysteries of Love | Lưu Gia Hào    |
| Lâm Phong, Dương Di, Mã Quốc Minh, Liêu Bích Nhi                                                                                          |                |
| Độc tâm thần thám Every Move You Make | Từ Ngộ An      |
| Lâm Bảo Di, Điền Nhụy Ni, Hoàng Tông Trạch                                                                                                |                |
| Khí phách hào tình No Regrets | Lý Thiêm Thắng |
| Đặng Tụy Văn, Lê Diệu Tường, Hoàng Hạo Nhiên, Trần Pháp Lạp, Ngao Gia Niên                                                                |                |

| Tên phim | Đạo diễn       |
| Diễn viên | Diễn viên      |
| --- | -------------- |
| Tiềm hành truy kích Lives of Omission                                                                                     | Trang Vĩ Kiến  |
| Tạ Thiên Hoa, Hoàng Tông Trạch, Trần Pháp Lạp, Từ Tử San, Lưu Tùng Nhân, Cheung Kwok-keung, Giang Mỹ Nghi, Hoàng Trí Hiền |                |
| Học trường mật cảnh Yes, Sir. Sorry, Sir!                                                                                 | Lưu Gia-cô Hào |
| Trần Hào, Dương Di, Chung Gia Hân, Ngô Trác Hy                                                                            |                |
| Tòa án lương tâm Ghetto Justice                                                                                           | Đường Cơ Minh  |
| Trịnh Gia Dĩnh, Hồ Hạnh Nhi, Sam Lee, Lâm Tử Thiện, Đằng Lệ Danh, Trần Mẫn Chi, Thạch Tu                                  |                |
| Chân tướng (phim truyền hình 2011) The Other Truth                                                                        | Vương Tâm Úy   |
| Dương Di, Hoàng Hạo Nhiên, Trần Triển Bằng, Nguyễn Triệu Tường, Đường Thi Vịnh, Lê Nặc Ý, Trần Vũ Sâm, Lý Thành Xương     |                |
| Bằng chứng thép 3 Forensic Heroes III                                                                                     | Mai Tiểu Thanh |
| Lê Diệu Tường, Trương Khả Di, Từ Tử San, Ngô Trác Hy, Trần Nhân Mỹ, Tiêu Chính Nam, Hồ Định Hân, Trần Triển Bằng          |                |

| Tên phim | Đạo diễn       |
| Diễn viên | Diễn viên      |
| --- | -------------- |
| Tình không lối thoát When Heaven Burns | Thích Kỳ Nghĩa |
| Lâm Bảo Di, Trần Hào, Hoàng Đức Bân, Xa Thi Mạn, Thiệu Mỹ Kỳ, Kim Yến Linh                                                                       |                |
| Sứ mệnh 36 giờ The Hippocratic Crush | Phan Gia Đức   |
| Mã Quốc Minh, Dương Di, La Trọng Khiêm, Hoàng Trí Văn, Viên Vỹ Hào, Trương Tuệ Văn, Quách Chính Hồng, Hồ Bội Úy, Hoàng Thục Nghi, Hoàng Trí Hiền |                |
| Đại thái giám The Confidant | La Vĩnh Hiền   |
| Lê Diệu Tường, Mễ Tuyết, Thiệu Mỹ Kỳ, Hoàng Hạo Nhiên, Trần Nhân Mỹ, Raymond Cho, Hồ Định Hân, Đường Thi Vịnh, Trần Quốc Bang, Tiêu Chính Nam    |                |

| Tên phim | Đạo diễn                     |
| Diễn viên | Diễn viên                    |
| --- | ---------------------------- |
| Bao la vùng trời 2 Triumph in the Skies II                                                                                     | Âu Quán Anh và Trần Duy Quán |
| Ngô Trấn Vũ, Trương Trí Lâm, Hồ Hạnh Nhi, Trần Pháp Lạp, Ngô Trác Hy, Mã Quốc Minh, Hồ Định Hân, Giang Mỹ Nghi, La Trọng Khiêm |                              |

| Tên phim                   | Nhân viên liên quan |
| 2014                       | 2014 |
| -------------------------- | --- |
| Sứ đồ hành giả Line Walker | Giám chế: Văn Vĩ Hồng Diễn viên: Miêu Kiều Vỹ, Xa Thi Mạn, Lâm Phong, Trần Mẫn Chi, Thẩm Chấn Hiên, Giang Mỹ Nghi, Hứa Thiệu Hùng, Lương Liệt Duy |
| 2015                       | |
| Kiêu hùng Lord of Shanghai | Giám chế: Vương Tâm Úy Diễn viên: Hoàng Thu Sinh, Thang Trấn Nghiệp, Lê Diệu Tường, Ngô Trác Hy, Mã Quốc Minh, Hồ Hạnh Nhi, Tô Ngọc Hoa, Lương Tranh, Trần Vỹ, Eddie Kwan, Raymond Cho, Dương Minh, Ngao Gia Niên, Đường Thi Vịnh, Lưu Giang, KK Cheung |
| 2016                       | |
| Anh hùng thành trại        | Giám chế: Văn Vĩ Hồng Biên thẩm: Diệp Thiên Thành, Lê Thiến Nghi Biên kịch: Huỳnh Hạo Nhiên, Lê Thiến Nghi, Đàm Kiếm Vĩ, Cốc Hiên Long, Ôn Cam Phong, Trương Tuyết Cúc, Dư Gia Tuệ, Chu Trí, Diệp Thiên Thành Biên đạo: Chung Quốc Cường, Huỳnh Vĩ Sâm, Lý Văn Thuấn, Lâm Tử Long, Hứa Thụy Bình Trợ lý biên đạo: Trần Giang Hồng, Phạm Vinh Sanh, Hà Lạc Nhiên, Trương Khải Long, Lý Văn Long Giám đốc sản xuất: Ngũ Vịnh Thi Diễn viên: Trần Triển Bằng, Hồ Định Hân, Viên Vỹ Hào, Đường Thi Vịnh, Ngô Gia Lạc, Ngũ Doãn Long, Nguyên Thu, Lâm Tử Thiện, Vương Quân Hinh, Lưu Bội Nguyệt, Lương Thuấn Yến, Trương Quốc Cường, Lâm Vĩ, Âu Thoại Vĩ                                                                                |
| 2017                       | |
| Khoa thế đại               | Giám chế: Trần Duy Quán Biên thẩm: Quan Tụng Linh, Trịnh Thành Võ Biên kịch: Trịnh Thành Võ, Chung Nhược Thi, Hứa Gia Du, Hứa Thế Hiên, Lê Gia Minh, Âu Ngọc Nhàn, Tiển Thục Mai, Tăng Bảo Hoa, Dương Hạo Nhiên, Âu Gia Tuệ Biên đạo: Chung Quốc Cường, Tiền Dĩnh Chi, Lâm Khẳng, Lý Văn Thuấn, Lương Khải Chính, Ngũ Quán Trinh, Huỳnh Chí Hoa, Huỳnh Hạo Huy Trợ lý biên đạo: Trương Khải Nhạn, Huỳnh Chỉ Linh, Quách Tử Hoằng, Lương Khải Chính, Trương Gia Năng, Châu Hiển Tông, Ngô Gia Dụ Giám đốc sản xuất: Ngũ Vịnh Thi Diễn viên: Âu Dương Chấn Hoa, Trần Hào, Trương Kế Thông, Điền Nhụy Ni, Lý Giai Tâm, Thiệu Mỹ Kỳ, Hứa Thiệu Hùng, Quan Lễ Kiệt, Sâm Mỹ, Giang Mỹ Nghi, Cung Gia Hân, Khương Đại Vệ, Ngô Nghiệp Khôn |